# Budda Baker
Pour les articles homonymes, voir Baker.
(en) Statistiques sur pro-football-reference
Bishard Baker, dit Budda Baker, né le 10 janvier 1996 à Bellevue dans l'État de Washington, est un joueur professionnel américain de football américain. 
Il joue au poste de safety pour la franchise des Cardinals de l'Arizona au sein de la National Football League (NFL).

## Biographie

### Carrière universitaire
Étudiant à l'université de Washington, il a joué pour les Huskies de 2014 à 2016.

### Carrière professionnelle
Il est sélectionné au deuxième tour, en 36e position, par les Cardinals de l'Arizona lors de la draft 2017 de la NFL. Il est le quatrième safety sélectionné après Jamal Adams, Malik Hooker et Jabrill Peppers. Il signe par la suite un contrat de 4 ans avec les Cardinals.
Il commence la saison 2017 sur les unités spéciales et comme relève en défense. Après une blessure de Tyvon Branch en 10e semaine, il est titularisé au poste de strong safety pour le restant de la saison. Il est sélectionné au Pro Bowl à l'issue de la saison en tant que joueur des unités spéciales.
En août 2020, il signe un nouveau contrat de 4 ans avec les Cardinals pour un montant de 59 millions de dollars.

## Statistiques
| Année | Équipe                 | MJ |       | Plaquages | Plaquages | Plaquages | Plaquages |       | Interceptions | Interceptions | Interceptions | Interceptions |  | Fumbles | Fumbles |
| Année | Équipe                 | MJ | Total | Seul      | Ast.      | Sacks     | Nb.       | Yards | Déf.          | TD            | Nb.           | Rec.          |  |         |         |
| 2017  | Cardinals de l'Arizona | 16 | 58    | 45        | 13        | 1         | -         | -     | 7             | -             | 2             | 1             |  |         |         |
| 2018  | Cardinals de l'Arizona | 14 | 102   | 78        | 24        | 2         | -         | -     | 1             | -             | 1             | 2             |  |         |         |
| 2019  | Cardinals de l'Arizona | 16 | 147   | 104       | 43        | 0,5       | -         | -     | 6             | -             | 1             | 1             |  |         |         |
| 2020  | Cardinals de l'Arizona | 15 | 118   | 90        | 28        | 2         | 2         | 90    | 6             | 0             | 1             | 0             |  |         |         |